# Андроник Палеолог Торник
Андроник (Дука Палеолог Комнин) Торник је био византијски дворски службеник у касном 13. раном 14. веку.
Био је син Исака Торника и Марије Палеолог, кћери севастократора Константина Палеолога . Обављао је дужности блиског сарадника цара Андроника II, а помиње се и као кефалија Волоса, Мосинопоља, Сера и Срема 1327. године. Током грађанског рата између два Андроника, био је на страни цара Андроника II . На крају свог живота замонашио се и узео је име Антонио.
У типику манастира Истините Наде у Цариграду, који је сачуван, помиње се дародавац сребрног свећњака од 5 литара.
Андроник се оженио ћерком Алексија Цаблакона и имали су једну познату ћерку, Ану Кантакузини.